# أندرو كارول (كاتب)
أندرو كارول (بالإنجليزية: Andrew Carroll)‏ هو مؤرخ وكاتب أمريكي، ولد في 27 سبتمبر 1969 في واشنطن العاصمة في الولايات المتحدة.